# Skarinou
Skarinou (griechisch Σκαρίνου, türkisch Iskarinu) ist ein Ort im Bezirk Larnaka in Zypern. Im Jahr 2021 hatte der Ort 413 Einwohner.

## Lage

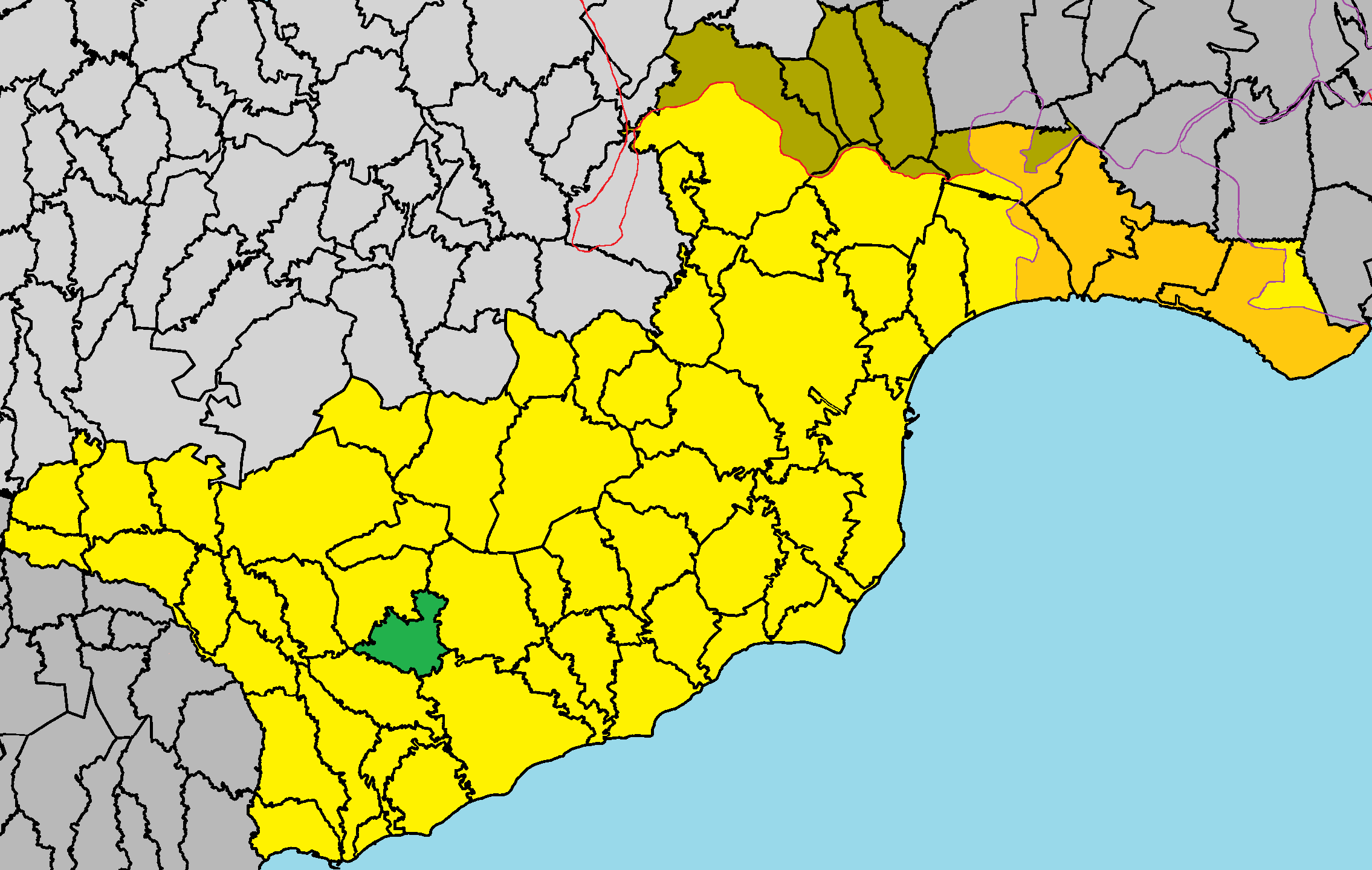
Lage der Gemeinde im Bezirk Larnaka

Skarinou liegt im Süden der Insel Zypern auf 178 Metern Höhe, etwa 38 km südlich der Hauptstadt Nikosia, 26 km südwestlich von Larnaka und 33 km nordöstlich von Limassol. Der Ort liegt direkt an der A1 und an der B1, welche jeweils von Nikosia nach Limassol verlaufen. Die Autobahn 5 und die Hauptstraße B5 in der Nähe des Gemeindegebietes sorgen für eine gute Verkehrsanbindung Richtung Osten. Nördlich des Orts liegt das Dipotamos Reservoir, ein Stausee.
Orte in der Umgebung sind Kofinou im Osten, Agios Theodoros im Süden, Chirokitia, Tochni und Psematismenos im Südwesten sowie Kato Drys, Pano Lefkara und Kato Lefkara im Nordwesten.